# Чотиритактний двигун

Анімація роботи чотиритактного двигуна. Цифрами позначені порядкові номери тактів

Чотирита́ктний двигу́н (англ. four-stroke engine) — поршневий двигун внутрішнього згоряння, у якому робочий процес у кожному з циліндрів відбувається за два оберти колінчастого вала, тобто за чотири ходи поршня (такти).

## Будова чотиритактного двигуна внутрішнього згоряння
Поршневий чотиритактний двигун внутрішнього згоряння містить корпус, два механізми (кривошипно-шатунний та газорозподільний) і низку систем (впускну, паливну, запалювання, змащення, охолодження, випускну та систему керування двигуном).
Корпус двигуна об'єднує блок (блоки при V-подібному чи опозитному розташуванні циліндрів або окремі циліндри для двигунів з повітряним охолодженням) циліндрів і головку блока (головки блоків) циліндрів. Кривошипно-шатунний механізм  перетворює зворотно-поступальний рух поршнів у циліндрах в обертальний рух колінчастого вала. Газорозподільний механізм забезпечує своєчасну подачу в циліндри повітря або паливо-повітряної суміші й випуск відпрацьованих газів через почергове підключення порожнини циліндра до впускного і випускного колекторів.
Впускна система (система впускання) призначена для подачі в двигун необхідної кількості повітря і утворення паливо-повітряної суміші. Термін «впускна система» з'явився з розвитком конструкції двигунів внутрішнього згоряння, особливо з появою системи безпосереднього впорскування палива. Обладнання для забезпечення двигуна повітрям перестало бути просто повітропроводом, а перетворилося на окрему систему наддування повітря.
Паливна система (система подачі палива) призначена для зберігання, очищення та живлення двигуна паливом. Конструкція паливної системи автомобіля включає паливний бак, паливний насос, паливний фільтр, систему упорскування, які послідовно з'єднані паливопроводами.
Спільна робота впускної та паливної систем забезпечує утворення паливо-повітряної суміші. Основу паливної системи складає система упорскування.
Система запалювання здійснює примусове запалювання паливо-повітряної суміші в бензинових двигунах. Займання суміші відбувається від іскри, тому інше найменування системи — іскрова система запалювання, а бензинового двигуна — двигун з іскровим запалюванням. У дизельних двигунах відбувається самозаймання суміші від стискання.
Залежно від способу управління процесом запалювання розрізняють такі типи систем запалювання: контактна, безконтактна (транзисторна) і електронна (мікропроцесорна).
Система змащування призначена для зниження тертя між сполученими деталями двигуна. Крім виконання основної функції система мастила забезпечує охолодження деталей двигуна, видалення продуктів нагару і зносу, захист деталей двигуна від корозії.
Система змащування двигуна включає піддон картера двигуна з маслозабірник, масляний насос, масляний фільтр, масляний радіатор, які з'єднані між собою магістралями і каналами.
Система охолодження, яка призначена для охолодження деталей двигуна, що нагріваються в результаті його роботи. На сучасних автомобілях система охолодження, крім основної функції, виконує низку інших функцій, до яких належать:
- нагрівання повітря в системі опалення, вентиляції та кондиціонування;
- охолодження масла в системі змащування;
- охолодження відпрацьованих газів в системі рециркуляції відпрацьованих газів;
- охолодження повітря в системі турбонаддування;
- охолодження робочої рідини в автоматичній коробці передач.

Випускна система (система випуску відпрацьованих газів, вихлопна система) призначена для відводу відпрацьованих газів з циліндрів двигуна, їх охолодження, а також зниження шуму і токсичності.
Система випуску відпрацьованих газів включає багато конструктивних елементів, серед яких випускний колектор, каталітичний нейтралізатор, сажовий фільтр (на дизельних двигунах), глушник і сполучні труби.
Блоком керування двигуном (англ. engine control module, ECM) називається електронний блок керування, який забезпечує роботу двох і більше систем двигуна. Цей блок є одним з основних електронних компонентів електрообладнання автомобіля.
Крім традиційних систем упорскування і запалення під управлінням електронних блоків керування перебувають: паливна система, система впуску, випускна система, система охолодження, система рециркуляції відпрацьованих газів, система уловлювання парів бензину, вакуумний підсилювач гальм тощо.

## Принцип роботи

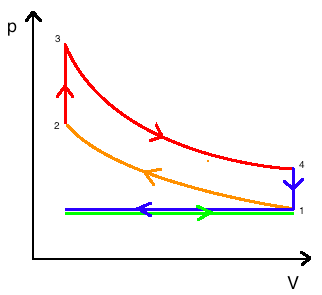
Ідеалізований цикл Отто, зображений у координатах тиск (p) та об'єм (V):
такт впуску(0-1), що відбувається при ізобаричному розширенні; за ним настає
такт стиснення (1-2), яке відбувається в адіабатичних умовах. Далі відбувається спалювання палива, яке є ізохоричним процесом (2-3) і адіабатичне розширення, що характеризує
такт робочого ходу (3-4). Цикл завершується ізохоричним процесом та ізобаричним стисненням, що характеризує
такт випуску (4-1)

Фазовий газорозподіл чотиритактного двигуна
1=верхня мертва точка
2=нижня мертва точка
A: процес впуску
B: процес стиснення
C: процес робочого ходу
D: процес випуску

Під час цих тактів відбувається наступне:
1. На такті впуску впускна і паливна системи забезпечують утворення паливо-повітряної суміші. Залежно від конструкції цих систем, суміш утворюється у впускному колекторі (центральне та розподілене впорскування бензинових двигунів) або безпосередньо в камері згоряння (безпосереднє впорскування бензинових двигунів, впорскування дизельних двигунів). При відкриванні впускних клапанів механізму газорозподілу повітря або паливо-повітряна суміш за рахунок розрідження, що утворюється при русі поршня низ, подається у камеру згоряння.
2. На такті стискання впускні клапани закриваються, і паливо-повітряна суміш стискається у циліндрах двигуна при русі поршня вгору.
3. Такт робочий хід супроводжується займанням паливо-повітряної суміші (примусове або самозаймання). В результаті загоряння утворюються гази, що тиснуть на поршень і змушують його рухатися вниз. Рух поршня через кривошипно-шатунний механізм перетворюється в обертовий рух колінчастого вала, який засобами трансмісії передається на тягові колеса автомобіля. Фактично на такті робочого ходу двигуном виконується корисна робота.
4. При такті випуску відкриваються випускні клапани механізму газорозподілу і відпрацьовані гази видаляються з циліндрів у випускну систему, де відбувається очищення, охолодження та зменшення шуму. Далі гази потрапляють в атмосферу.

Після закінчення 4-го такту цикл повторюється.
Головні особливості роботи чотиритактного двигуна:
- газообмін в циліндрі повністю забезпечується переміщенням робочого поршня;
- для перемикання порожнини циліндра на впуск і на випуск використовується окремий механізм — газорозподільчий;
- кожний такт (фаза) роботи двигуна виконується під час окремого півоберту колінчастого вала.

## Цикл Отто
Чотиритактний двигун вперше запатентував французький інженер Альфонс Бо де Роша у 1862 році (французький патент № 52593 від 16.01.1862).
Першим чотиритактний двигун, придатний до практичного використання створив у 1876 році німецький інженер Ніколаус Отто. У 1877 році Отто отримав патент на свою розробку. Патент Отто було скасовано у 1886 році на користь патенту, виданого Альфонсу Бо де Роша на його конструкцію чотиритактного двигуна. У жовтні 1877, ще один патент на газомоторний двигун був виданий Ніколаусу Отто і братам Френсісу та Вільяму Кросслі.
Тому чотиритактний цикл роботи двигуна внутрішнього згоряння став відомим як «цикл Отто», а чотиритактний двигун, у якому для запалювання суміші використовувалась свічки запалювання, стали називати «двигуном Отто».
Ідеальний цикл Отто складається з адіабатичного стискання, передавання теплової енергії при постійному об'ємі, адіабатичного розширення та віддавання теплоти при постійному об'ємі. У практичному чотиритактному циклі Отто є також ізобаричне стиснення (такт випуску) та ізобаричне розширення (такт впуску), які зазвичай не розглядаються, так як в ідеалізованому процесі вони не відіграють ролі ні у наданні робочому газу теплоти, ні у виконанні цим газом роботи.

## Цикл Дізеля

Діаграма ідеалізованого циклу Дізеля в координатах p-V. Такти з 1 до 4 реалізуються у напрямку руху стрілки годинника

Цикл Дізеля — термодинамічний цикл, що описує робочий процес двигуна внутрішнього згоряння із запалюванням палива, що впорскується, від розігрітого робочого тіла. Запропонований Рудольфом Дизелем у 1897 році. На конструкцію двигуна він у 1898 отримав патент і який надалі отримав назву «дизельний двигун».
Ідеальний цикл Дізеля складається з чотирьох процесів (тактів):
- 1—2 адіабатичне стискання робочого тіла;
- 2—3 ізобарне підведення теплоти до робочого тіла;
- 3—4 адіабатичне розширення робочого тіла;
- 4—1 ізохорне охолодження робочого тіла.

## Баланс енергії

### Коефіцієнт корисної дії
Двигуни Отто мають коефіцієнт корисної дії (ККД), що не перевищує 30%, іншими словами, 30% енергії, що виробляється за рахунок згорання перетвориться в корисну механічну енергію обертання на вихідному валу двигуна, в той час як решта втрат йдуть у тепло, що відводиться та подолання тертя між деталями двигуна.
ККД двигуна можна підвищити за допомогою сучасних систем процесорного керування подаванням палива, запалюванням та фазами газорозподілу. Ступінь стиску сучасних двигунів внутрішнього згоряння, зазвичай, мають значення близькі до граничних.

### Фактори, що впливають на потужність двигуна
Потужність двигуна поршневого типу залежить від об'єму циліндрів, об'ємного ККД, втрат енергії (газодинамічних, теплових і механічних), ступеня стиснення повітря/паливно-повітряної суміші, вмісту кисню у повітрі та частоти обертання. Потужність також залежить від пропускної спроможності трактів засмоктування і вихлопу, а значить і від прохідних перерізів, довжини і конфігурації каналів та кількості й діаметра клапанів.

## Використання
Крім автомобільного транспорту чотиритактні двигуни знаходять широке застосування як первинні двигуни у стаціонарному і мобільному енергоустаткуванні.
Зазвичай, чотиритактні двигуни використовуються у тих випадках, коли є можливість більш-менш широко змінювати співвідношення між частотою обертання й потужністю та крутним моментом на валу двигуна або, коли це відношення не відіграє принципової ролі при роботі машини. Наприклад, двигун, навантажений електрогенератором, може мати будь-яку робочу характеристику і узгоджується з навантаженням лише за робочим діапазоном обертів, які в принципі можуть бути будь-якими, прийнятними для генератора. Використання проміжних передач взагалі робить чотиритактний двигун адаптивнішим до навантажень у досить широких межах.
При роботі на вал в заданому діапазоні обертів, особливо тихохідних (вал приводу гребного гвинта судна), перевагу має використання двотактних двигунів, як характеризуються вигіднішими масо-потужнісними характеристики на низьких обертах.